# Haras national de Slatina
Le haras national de Slatina (roumain : Herghelia Slatina) est un haras national fondé comme dépôt d'étalons en 1920, et situé administrativement à Slatina, en Roumanie. Il s'y élève tous les chevaux du Județ d'Olt. Il s'est spécialisé dans l'élevage de la race Furioso-North Star jusqu'en 2011. Depuis, il élève différentes races de chevaux de sport et de loisir.

## Histoire
Au moment de sa fondation en 1920, le futur haras est un dépôt d'étalons qui couvre Brebeni - Olt,. Il devient fonctionnel en 1928, après l'arrivée de 20 étalons.
Le haras en tant que tel (Herghelia Slatina) est créé en 1984, à partir de la structure de l'entrepôt d'étalons qui a été entretenu, et déplacé vers Slatina. Avant 1989, certains des chevaux Shagya et Furioso-North Star qu'il élève deviennent des stars de cinéma en tournant dans des films historiques.
En 2002, il passe sous l'administration de l'Autorité nationale des forêts, en tant que section au sein de la Direction des forêts de Slatina,.
En novembre 2011, son cheptel reproducteur de race Furioso-North Star est transféré vers le haras national de Beclean,. Fin 2014, le haras vend 29 chevaux sur les 100 qu'il possède afin de couvrir ses dépenses, notamment les salaires de ses 25 employés. Depuis juillet 2015, Herghelia Slatina est sous la responsabilité de la Direction de l'élevage, de l'exploitation et de l'amélioration des chevaux, en tant que sous-unité,.

## Localisation et équipements
Le haras se trouve administrativement dans la ville de Slatina, à deux kilomètres de cette municipalité du Județ d'Olt, sur la route départementale 653 qui relie Slatina à Recea.
Le haras comporte un bâtiment central à Slatina, ainsi qu'une section à Brebeni, et une autre à Zorleasca, affiliée à la commune de Valea Mare. 
Il dispose d'écuries patrimoniales, d'une piste de galop, d'un bureau administratif et de terres agricoles.

## Missions
Jusqu'en novembre 2011, le haras national de Slatina était spécialisé dans l'élevage du Furioso-North Star. Depuis, il possède des étalons de haras publics appartenant à différentes races, principalement pour l'équitation de sport et de loisir,. 
Comme la plupart des haras publics roumains, il effectue la promotion de ses chevaux à travers les sports équestres. Il a aussi une activité de production végétale de légumes,. 